# Hellenthalsmühle

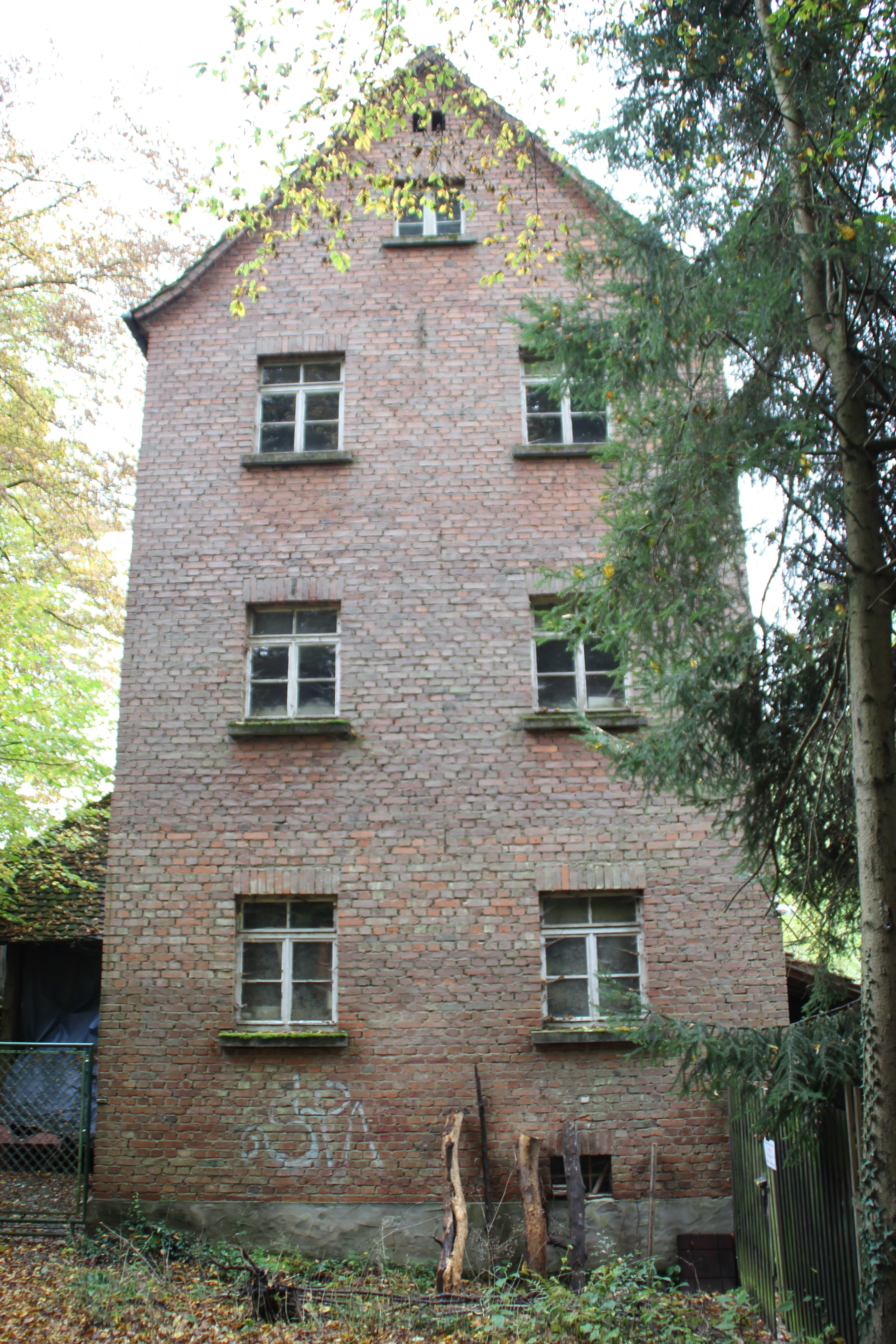
Das Gebäude der ehemaligen Getreidemühle 2019

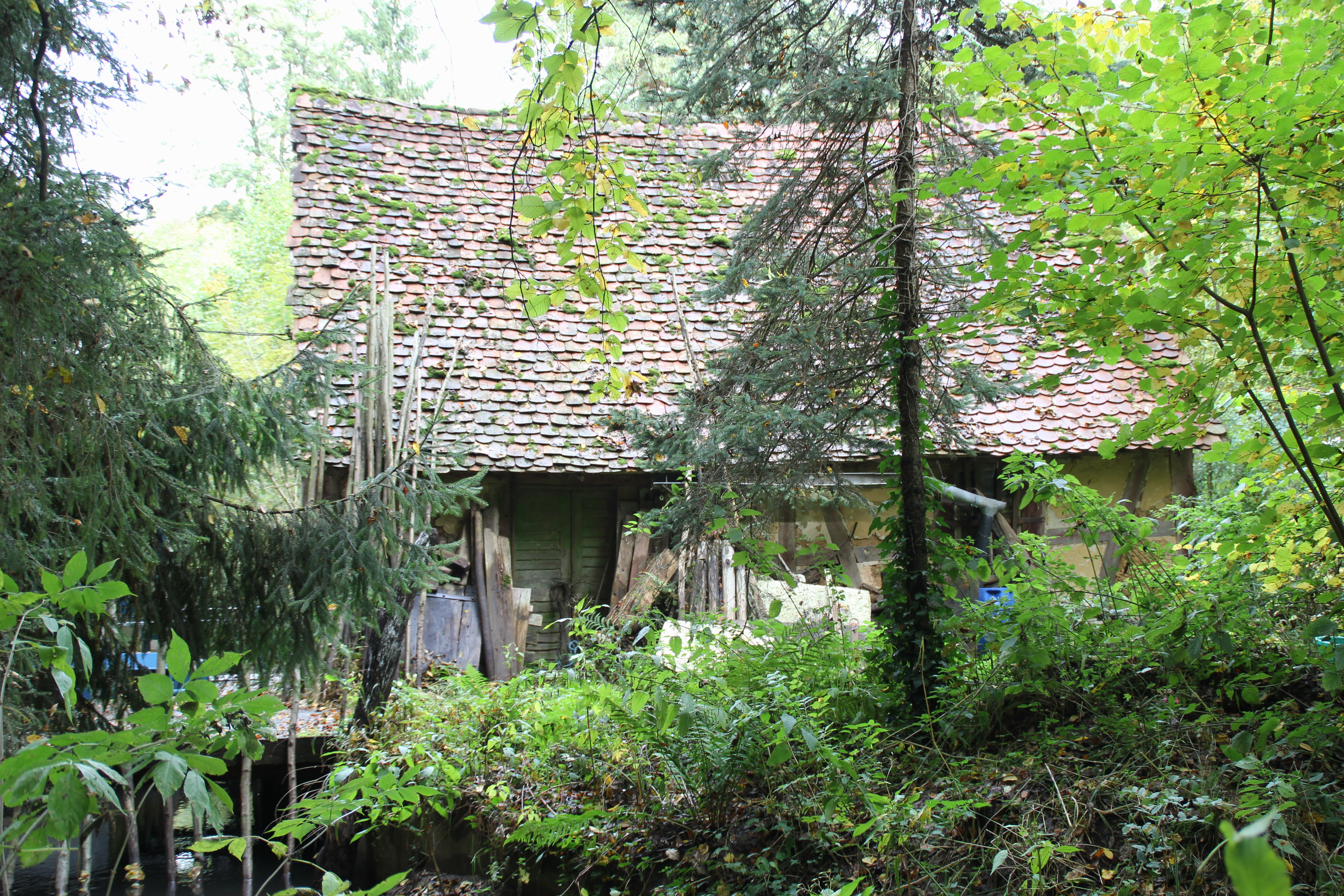
Das Gebäude der ehemaligen Ölmühle 2019

Die Hellenthalsmühle, auch Frohnhofer Mühle genannt, ist eine Wassermühle bei Mömbris im Landkreis Aschaffenburg in Bayern.

## Geographie
Die Hellenthalsmühle, die im Gegensatz zur früheren Mömbriser Obermühle auch Untermühle genannt wurde, befindet sich im mittleren Kahlgrund, am Rande des Dorfes Fronhofen. Sie steht an der Kahl auf der Gemarkung von Mömbris in einem kleinen Wald. Ein heute noch vorhandenes, etwa zwölf Meter langes Streichwehr mit einem kleinen Hubschütz, staut die Kahl und leitet den Mühlbach zu den Gebäuden der Hellenthalsmühle. An einem felsigen Bergsporn neben der Mühle entspringt eine kleine Quelle. Bis zum Neubau an der Staatsstraße 2305 im Jahr 2010 verlief der Kahltal-Spessart-Radwanderweg als sogenannter „Kirchpfad“ direkt an der Hellenthalsmühle vorbei.

## Geschichte

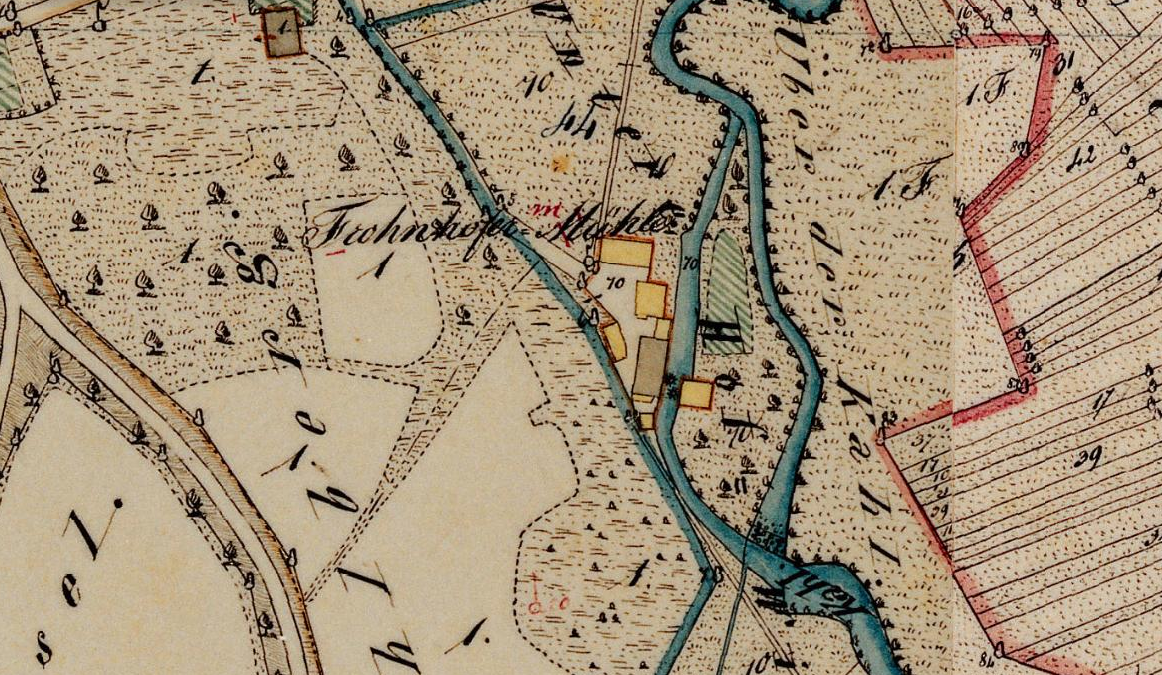
Die Hellenthalsmühle (Bildmitte) in der Uraufnahme von 1846

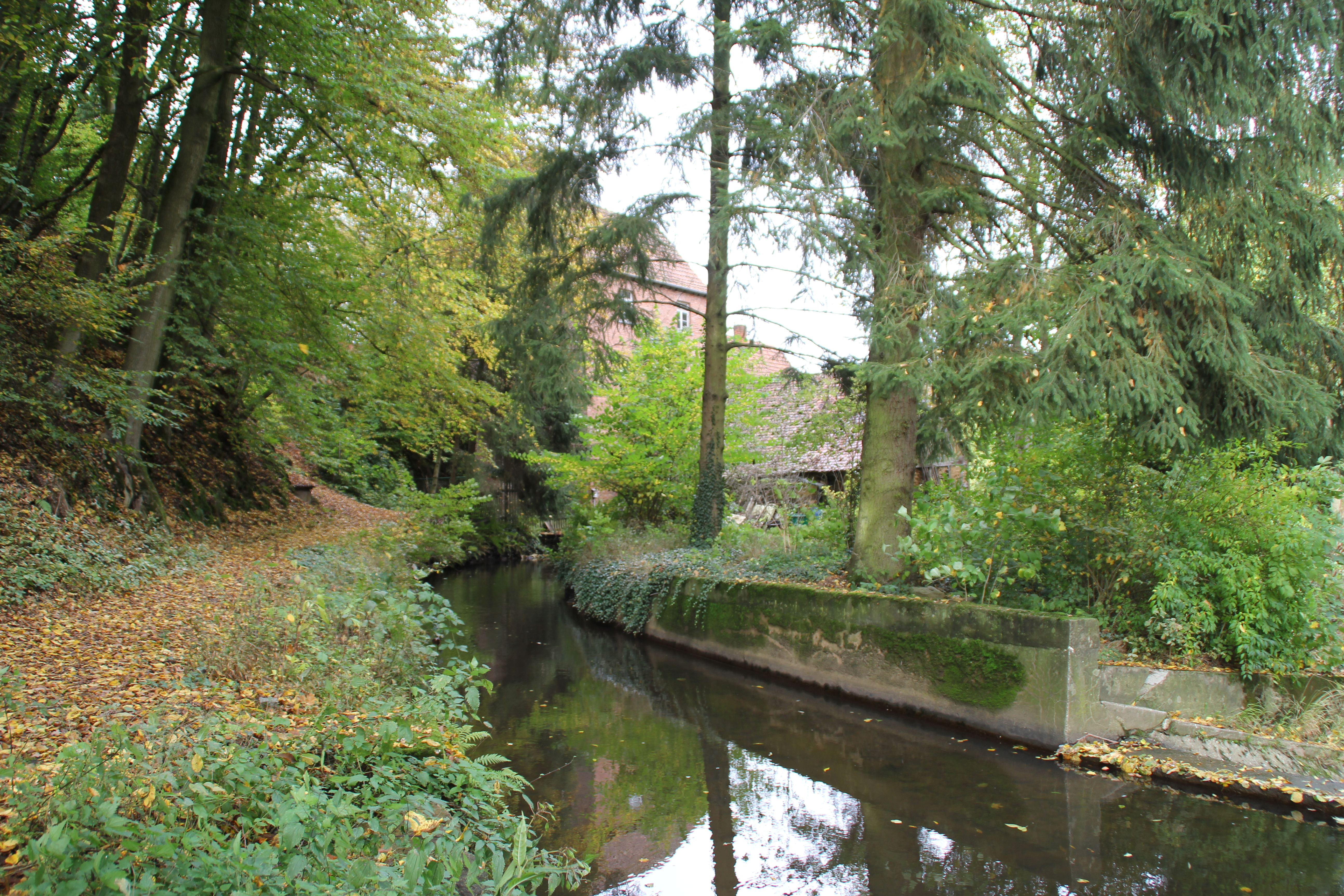
Die Kahl und im Hintergrund die Hellenthalsmühle

Die Frohnhofer Mühle ist eine der ältesten Mühlen an der Kahl. An Balken fand man die Jahreszahl 1712, jedoch geht man davon aus, dass die Mühle bereits im Dreißigjährigen Krieg bestand und zum damaligen Hofgut Frohnhofen gehörte. Sie bestand aus einer Getreidemühle auf der linken Seite und einer gegenüberliegenden Ölmühle. 1821 vermachte das Ehepaar Stenger die Mühle an ihren Schwiegersohn Joseph Feind, der sie wiederum seiner Tochter Maria Kampfmann überließ. Im Jahr 1864 verkauften Maria und Adam Michael Kampfmann die Mühle an Franz Hellenthal, der Geselle in der Michelbacher Obermühle war. Seitdem ist die Frohnhofer Mühle im Besitz dieser Familie und übernahm deren Namen.
1911 überließ Franz Hellenthal seinem Sohn Georg die Mühle, der das unterschlächtige Wasserrad der Getreidemühle durch eine stehende Francis-Schachtturbine ersetzte. Er war der erste Müller im Kahlgrund, der diese Neuerung durchführte. Die Ölmühle der Hellenthalsmühle wurde weiterhin durch ein im Durchmesser 5,2 m breites Wasserrad betrieben. Sie war nahezu baugleich mit der Wenzelsmühle in der Mühlgasse. Diese Ölmühle in Mömbris wurde jedoch 1977 saniert und versetzt.
Das mittlerweile baufällig gewordene Gebäude der Getreidemühle wurde 1950 von Georg Hellenthals Sohn Arthur durch den Neubau des heute noch bestehenden, dreistöckigen Backsteingebäudes auf den damals neuesten Stand gebracht. Die Töchter des 1974 verstorbenen Arthur Hellenthal betrieben die Mühle weiter. 1981 wurde das Wasserrad der Ölmühle von einem Jahrhunderthochwasser der Kahl sehr stark beschädigt und nicht wieder in Betrieb genommen. Die Getreidemühle ist noch funktionsfähig und mahlt nur noch für den Hausgebrauch.